# Flash Light (Parliament)
Flash Light è un singolo dei Parliament pubblicato durante il mese di gennaio del 1978 ed estratto dall'album Funkentelechy Vs. the Placebo Syndrome.

## Descrizione
Flash Light viene accreditata al cantante George Clinton, il tastierista Bernie Worrell e il bassista Bootsy Collins, per il quale era stata originariamente scritta. La linea di basso che si sente nel brano non è però opera di Collins, che si occupò invece delle ritmiche, ma di Worrell, che la creò collegando fra loro alcuni sintetizzatori Minimoog. Oltre a Clinton, Worrell e Collins, il brano conta la presenza di Catfish Collins, fratello di Bootsy, che suonò la chitarra ritmica. Fu Clinton a suggerire a Worrell di far ruotare il brano intorno a una melodia. Dapprima improvvisando, Clinton inserì fino a 50 voci sovrapposte per creare una canzone d'amore. Il "da da da dee da da da" che intona il coro in sottofondo in Flash Light è ispirato a ciò che Clinton sentì durante un bar mitzvah a cui aveva partecipato con un amico. Il testo di Flash Light narra gli eventi della mitologia P-Funk precedentemente descritti nel singolo The Pinocchio Theory dei Bootsy's Rubber Band.

## Accoglienza
Flash Light fu il primo singolo dei Parliament/Funkadelic (nonché il primo pubblicato dalla Casablanca Records) a raggiungere la posizione numero 1 delle classifiche R&B, e rimase anche per quattro mesi nelle chart pop, ove riuscì a raggiungere la sedicesima posizione. Flash Light fu il secondo singolo dei Parliament ad aver venduto un milione di copie dopo Give Up the Funk (Tear the Roof Off the Sucker). In Nuova Zelanda la traccia raggiunse la posizione numero 3 delle classifiche e divenne la hit numero 8 delle classifiche locali del 1978.
Flash Light venne classificata al settantacinquesimo posto nell'elenco delle cento migliori "canzoni ebraiche" stilata dalla rivista Tablet. In una casistica del 2011 dedicata alle cinquecento migliori canzoni di tutti i tempi di Rolling Stone, Flash Light venne inserita alla posizione numero 202.

## Impatto
Secondo alcuni, il brano influì su molti generi musicali, come il funk, la new wave e l'hip-hop. Il New York Times definì il basso sintetizzato di Worrell "[una] linea cromatica discendente e ascendente dalle sfumature carnose e non priva di spavalderia, suonata con un approccio che si sarebbe diffuso tramite il funk, la new wave, l'electro, il synth-pop e innumerevoli altre iterazioni." Il settimanale Houston Press ritenne che Flash Light fosse la canzone più campionata di Clinton, 
e dichiarò che alcuni suoi estratti si possono sentire in sessanta brani come Back and Forth di Aaliyah e Protect and Serve degli UGK. La canzone venne anche campionata dalle Salt-N-Pepa nella loro I'll Take Your Man (1986) e dalle City Girls in una loro cover di quest'ultima traccia (2018). Il successo Doowutchyalike (1989) dei Digital Underground contiene un estratto di Flash Light.

## Formazione
- George Clinton
- Bootsy Collins
- Bernie Worrell
- Catfish Collins

## Tracce
1. Flash Light – 4:28
2. Swing Down, Sweet Chariot – 5:07